# Đỗ Thế Chấp
Đổ Thế Chấp (10 tháng 12 năm 1922 – 29 tháng 1 năm 1992), tên thường gọi là Mười Chấp, là một nhà cách mạng người Việt Nam, từng đảm nhiệm chức vụ Bí thư Huyện ủy Tam Kỳ, Phó Bí thư Tỉnh ủy Quảng Nam. Ông được nhà nước Việt Nam truy tặng danh hiệu Anh hùng Lực lượng vũ trang nhân dân.

## Cuộc đời
Đỗ Thế Chấp, bí danh là Đỗ Thế Mười, hay Đỗ Thế Diệm, tên khai sinh là Đỗ Điện, sinh ngày 10 tháng 12 năm 1922 ở xã Tam Xuân, huyện Núi Thành, tỉnh Quảng Nam. Ông tham gia cách mạng từ năm 16 tuổi. Trước Cách mạng tháng Tám, ông đã từng bị thực dân Pháp bắt giam tại nhà lao Vĩnh Điện, Hội An. Sau Cách mạng tháng Tám, ông đảm nhiệm chức vụ Ủy viên huyện ủy Tam Kỳ rồi Ủy viên Thường vụ Tỉnh đoàn Thanh niên cứu quốc Quảng Nam.
Sau khi hiệp định Genève được ký kết, Đỗ Thế Chấp được phân công ở lại miền Nam để xây dựng phong trào cách mạng. Từ những năm 1954 đến 1959, ông trở thành cán bộ thoát ly, hoạt động trên địa bàn Quảng Nam, Đà Nẵng. Tháng 5 năm 1967, ông chỉ huy lực lượng bộ đội chống càn dài ngày của địch ở các xã Tam Trà, Kỳ Yên và Kỳ Quốc phối hợp với du kích đánh địch liên tục, phá hủy 2 khẩu pháo, bắn cháy 5 máy bay HU1A và "tàu rọ", phá hủy nhiều xe tăng M-113. Trong cuộc tổng Tấn công mùa Xuân 1975, ông là một trong những người chỉ huy giải phóng Tỉnh đường Quảng Tín.
Ngày 24 tháng 3 năm 1975, huyện Nam Tam Kỳ hoàn toàn giải phóng, Đảng bộ tiếp tục thực hiện Nghị quyết Đại hội Đảng bộ lần thứ IX. Đến ngày 20 tháng 11 năm 1975, Tỉnh ủy Quảng Nam quyết định hợp nhất huyện Nam Tam Kỳ và thị xã Tam Kỳ thành huyện Tam Kỳ. Ban Chấp hành Đảng bộ huyện Tam Kỳ được Tỉnh ủy chỉ định Đỗ Thế Chấp làm Bí thư Huyện ủy, ông đảm nhiệm vai trò này cho đến năm 1981. Năm 1982, ông trở thành trưởng đoàn chuyên gia tỉnh Quảng Nam – Đà Nẵng sang Campuchia giúp củng cố chính quyền, giúp Nhà nước Campuchia chiến đấu với quân Khmer Đỏ và được Nhà nước Campuchia tặng thưởng Huân chương Angkor.
Đỗ Thế Chấp qua đời vào ngày 29 tháng 1 năm 1992 tại thị xã Tam Kỳ, tỉnh Quảng Nam và được an táng tại xã Tam Xuân 1. Ngày 10 tháng 4 năm 2001, ông được nhà nước Việt Nam truy tặng danh hiệu Anh hùng lực lượng vũ trang nhân dân.

## Khen thưởng
- Anh hùng Lực lượng vũ trang nhân dân (2001).
- Huân chương Kháng chiến chống Pháp hạng Ba.
- Huân chương Kháng chiến chống Mỹ hạng Ba.
- Huân chương Angkor (Nhà nước Campuchia).